# シーラ・ダニーズ
シーラ･ダニーズ (Shera Danese、1949年10月9日 - ) は、アメリカ合衆国の女優。書籍によっては、シェラ・デニスとも表記される。
刑事コロンボの主演で最も知られる俳優、ピーター・フォークの2人目の妻でもあった。

## 来歴
ニューヨーク州生まれ。1976年から女優活動を開始。1977年にピーター・フォークと結婚して以降も女優業を続け、多くのテレビシリーズや卒業白書などの映画にも出演している。

## 刑事コロンボ
シーラは、刑事コロンボの69のエピソード中、6つにゲスト出演している。最初の出演は、ウィリアム・シャトナーが犯人を演じた「ルーサン警部の犯罪」で、被害者クレア･デイリー（ローラ・オルブライト）の夫の秘書、モリー役で出演。翌1977年にピーター・フォークと結婚。ピーター・フォークの「カミさん」となった。
2度目の出演は、同じく旧シリーズの「美食の報酬」。ルイ・ジュールダン演じる料理評論家の秘書、イヴ・プラマー役で出演した。
3度目の出演は、新シリーズの5話「殺意のキャンバス」。パトリック・ボーショー演じる犯人の現在の妻、ヴァネッサ役で出演した。
4度目の出演は、新シリーズ13話「影なき殺人者」。ダブニー・コールマン演じる犯人、ヒュー･クライトン弁護士の秘書で、アリバイ作りに協力したことから彼の犯行に気づき、弱みを握って事務所の共同経営者にさせるという役を演じた。（アリバイ作りに協力した当初、犯人が自分を事後従犯にさせた理由を知らなかった。）
5度目は、「死を呼ぶジグソー」。画廊の経営者、ジェラルディーン・ファーガスン役で出演。本作はエド・マクベインの小説を原作にした倒叙形式ではない作品。物語の終盤で殺害されてしまう。
6度目は「殺意の斬れ味」。ここで初めての犯人役となった。演じたキャサリン・カルバートは、横暴な起業家の夫であるクリフォード(演・バリー・コービン）と別れたがっていたが、婚前契約により、別れれば無一文になる状況だった。そこで、愛人であるロサンゼルス市警察の鑑識官、パトリック･キンズレー（演・デヴィッド・ラッシュ）と共謀して、クリフォードと係争中だった資産家を殺害し、その罪をクリフォードに擦り付けるという計画犯罪を実行した。（殺害を実行したのはパトリックの方)